# The Thespian
The Thespian (укр. Трагічний актор) — четвертий сингл пост-хардкор гурту Alesana з їхнього альбому «The Emptiness», що вийшов у 2010 році. Сам сингл вийшов 9 грудня 2009 року. Сингл є продовженням історії про смерть дівчини «Анабель». Наступною піснею цієї серії є «Annabel», тривалість якої 7 хвилин. До пісні було відзнято відеокліп.

## Відеокліп
Відео до пісні було відзняте в березні 2010 року. Це було третє офіційне відео гурту. На відео показано смерть дівчини Анабель з міфічного боку. Скрим-вокаліст гурту «Денніс Лі» втілив образ темношкірого героя. До відео окрім епілогу після пісні також додано пролог дівчини. За 3 роки відео зібрало 5 423 072 переглядів та майже 35 з половиною тисяч лайків.